# Ambassade des Pays-Bas au Maroc
L'ambassade des Pays-Bas au Maroc est la représentation diplomatique du Royaume des Pays-Bas au Royaume du Maroc. Elle est située à Rabat, la capitale du pays, et son ambassadeur est S.E. Mme. Désirée Bonis.

## Consulats
Les Pays-Bas disposent également de deux consulats généraux au Maroc, basés à :
- Casablanca
- Nador